# 月刊ホークス
月刊ホークス（げっかんホークス）は、日本のプロ野球球団・福岡ソフトバンクホークスのオフィシャル情報誌である。

## 概要
福岡ダイエーホークス時代の2000年10月20日に創刊。100ページに渡り、ホークスにまつわる情報が満載である。毎月20日（九州では22日）発売。定価500円。
創刊当時は、中古車雑誌のピッカーズが発売元で、ホークスタウンが発行元だったが、その後、発売元がジモス、ジャパンプリントシステムズと移行し、球団がダイエーからソフトバンクへ売却されてからは、福岡ソフトバンクホークスマーケティングが発行元、ソフトバンク系の出版社であるソフトバンククリエイティブが発売元となった。2010年5月からは、印刷会社のジャパンプリントが発売元として出版している。
2008年7月号でリニューアルし、全ページカラーページとなったが、2010年6月号より値下げの為、モノクロページが復活した。

## 主な紙面内容

### 現在
秋山幸二監督インタビュー
秋山幸二へのインタビューコーナー。インタビュアーは池田親興。
PLAY BACK
1ヶ月の戦いを振り返る。試合日程や個人成績を掲載。
PONCHAN 〜本多雄一の素顔〜
本多雄一の連載企画。
Kawasaki Style+
川﨑宗則の連載企画。
Wite The Wind〜勇優毅然〜
和田毅の連載企画。
HWAKS Farm
試合結果や選手の素顔、チケット情報など、二軍に関する情報を掲載。
見タカ聞タカ話タカ
読者コーナー。ファンサービスを重んじる選手が多い事から、読者と選手との写真を掲載する「選手とSHOT」というコーナーもある。